# Grb Mongolije
Grb Mongolije je usvojen 1992. padom komunističke vlade. Vanjski obod grba čini "tumen nusan", simbol vječnosti, unutar kojeg je plavo polje, simbol neba. Unutar grba se nalaze simboli mongolske nezavisnosti, suvereniteta i duha. Iznad grba se nalazi "chandmani", tri budistička dragulja, koja simbolizuju prošlost, sadašnjost i budućnost. 

## Povijesni grbovi
- 1940.-1941.
- 1941.-1960.
- 1960.-1991.

## Također pogledajte
- Zastava Mongolije